# San Martín del Rey Aurelio
San Martín del Rey Aurelio est une commune (concejo) située dans la communauté autonome des Asturies en Espagne. Elle est délimitée au nord par Siero, au nord par Laviana et Bimenes, à l'ouest par Langreo et au sud par Mieres et Laviana.
Son toponyme fait référence à Aurelio, sous le règne duquel la commune était la capitale nationale au VIIIe siècle. Elle est redevenue une municipalité indépendante au XIXe siècle, après que cinq paroisses ont été séparées de Langreo en 1837. En septembre 2007, l'union administrative de ses trois principales localités (El Entrego, Sotrondio et Blimea) en une seule ville, appelée San Martín del Rey Aurelio, a été approuvée

## Paroisses
La commune de San Martín del Rey Aurelio comprend 5 paroisses civiles :
- Blimea
- Cocañín
- San Andrés de Linares
- Rey Aurelio
- Santa Bárbara

## Géographie
La municipalité est structurée autour d'une série de vallées et de chaînes de montagnes dont les eaux se jettent dans le fleuve Nalón, qui traverse la partie centrale de la commune du sud-est au nord-ouest. La partie supérieure de la commune est située dans le paysage protégé des Cuencas Mineras de Asturias. L'altitude moyenne atteinte par la commune dans ses zones plates est de 340 mètres, alors que les chaînes de montagnes qui la délimitent atteignent 1 000 mètres. 
D'un point de vue géologique, San Martín del Rey Aurelio se situe principalement dans les terrains houillers des Asturies centrales, avec ses trois sections représentées, la plus basse étant la plus présente. Le charbon alterne avec du grès gris et un peu d'ardoise, et il n'y a pratiquement pas de bancs de poudingue calcaire. Les rives du Nalón sont des terres alluviales, formées par la sédimentation de sable, de boue, de tourbe, de terre végétale, etc.
Le climat est océanique, comme dans le reste des Asturies, mais il présente certaines particularités, comme une légère diminution de la moyenne annuelle des précipitations et quelques caractéristiques très atténuées du climat continental.

## Patrimoine
Parmi le patrimoine de San Martín, celui de l'industrie prédomine, composé de nombreux puits de mine, de maisons d'ouvriers, de cabanes (chamizos) et d'anciennes gares. Un exemple parmi d'autres, l'ancienne mine de La Revenga. On y trouve également un mémorial où reposent des centaines de personnes décédées dans des accidents miniers. En outre, le musée des mines des Asturies, connu sous le nom de MUMI, a été inauguré en 1994 et est l'un des musées les plus visités de la principauté.
Concernant l'architecture religieuse, on remarque l'église de San Martín de Tours, construite sur une église plus ancienne avec des réminiscences préromanes, où l'on croit que le monarque qui a donné son nom au conseil a été enterré et où l'on peut encore voir une tombe avec l'inscription rey Aurelio, bien qu'il soit probable que ses restes ne s'y trouvent plus. De nombreuses chapelles et ermitages parsèment la commune, comme celui de San Roque (datant du XVIIe siècle). Les églises les plus importantes sont les trois églises paroissiales de El Entrego (San Andrés), Sotrondio (San Martín) et Blima (Virgen de las Nieves), toutes de style néo-roman.

## Personnalités liées à la commune
- Graciano Rozada Vallina (1902-2003), capitaine de l'Armée populaire de la République et syndicaliste républicain espagnol[2];
- José Mata Castro (1911-1989), dit El Comandante Mata (1911-1989), commandant de l'Armée populaire de la République espagnole pendant la guerre d'Espagne;
- Ángeles Flórez Peón (1918-2024), femme politique et écrivaine républicaine espagnole[3];
- Manuel Asur (1947-), poète asturien et philosophe;
- María Luisa Carcedo Roces (1953-), femme politique, membre du Parti socialiste ouvrier espagnol (PSOE);
- Cundi (1955-), de son vrai nom Secundino Suárez Vázquez, footballeur international espagnol;
- Alfonso Zapico (1981-), dessinateur;
- Lara Alcázar (1992-), photographe et militante des droits des femmes.

## Galerie

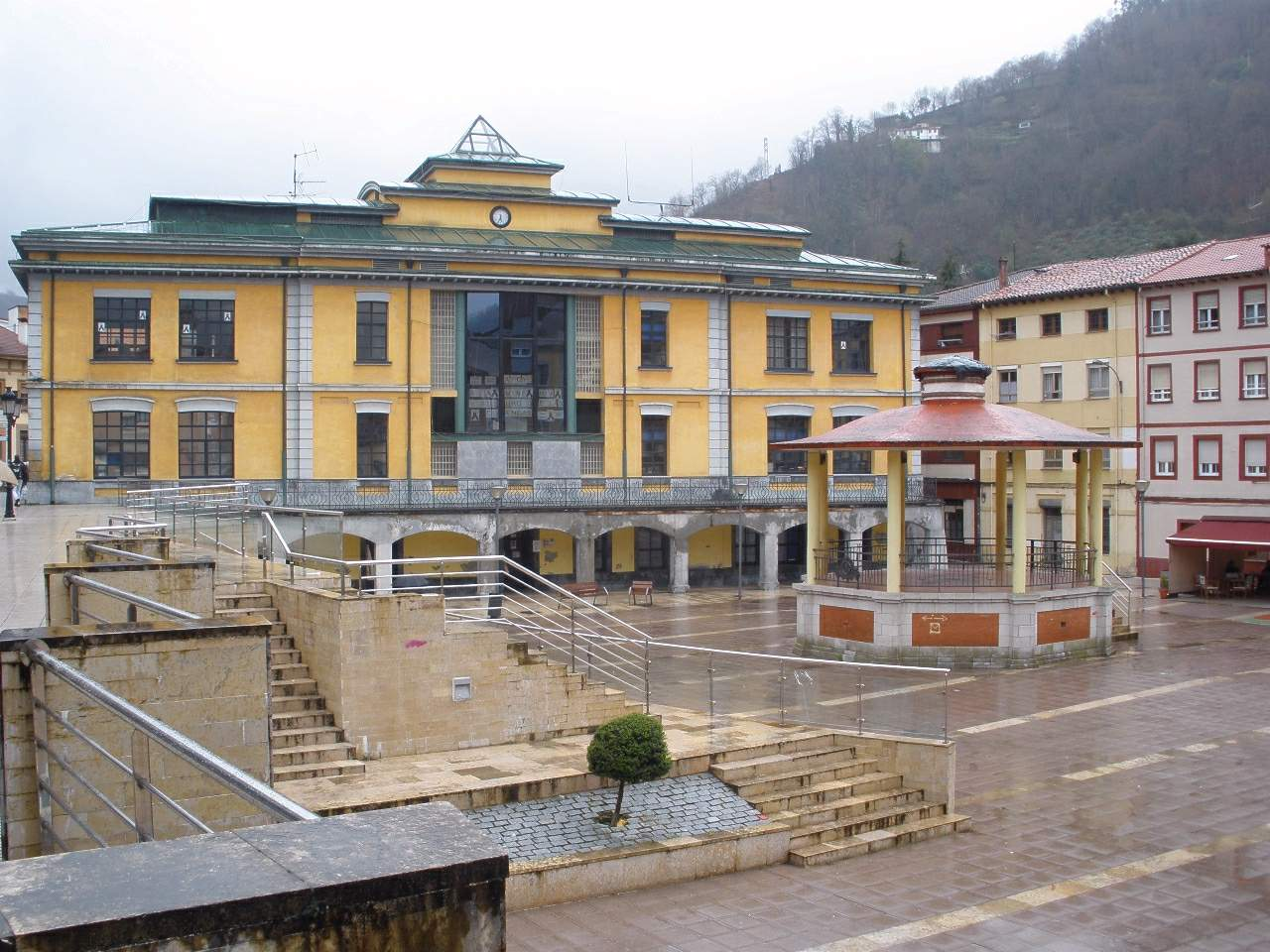
La mairie de San Martín del Rey Aurelio.
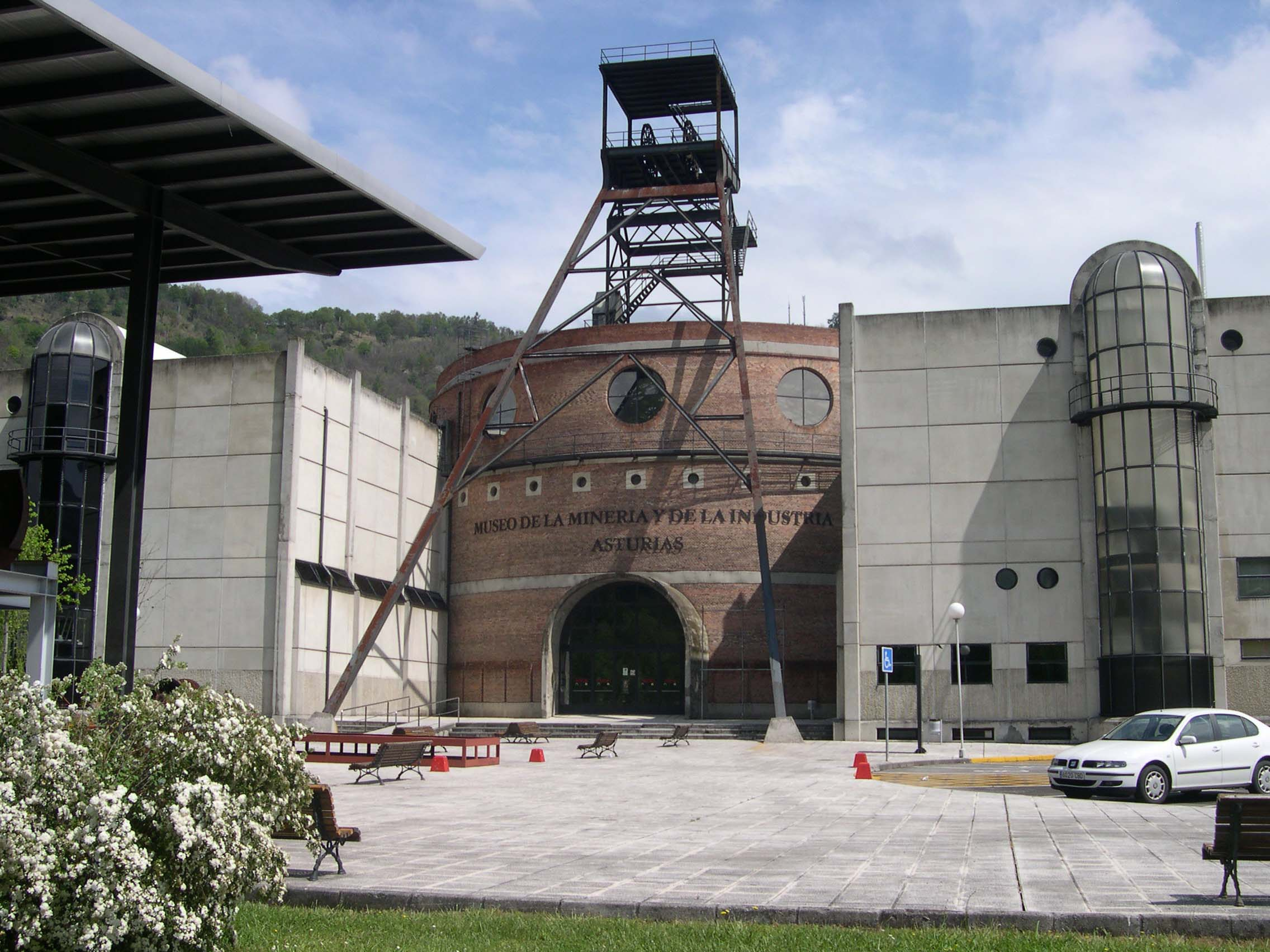
Le musée des mines des Asturies.
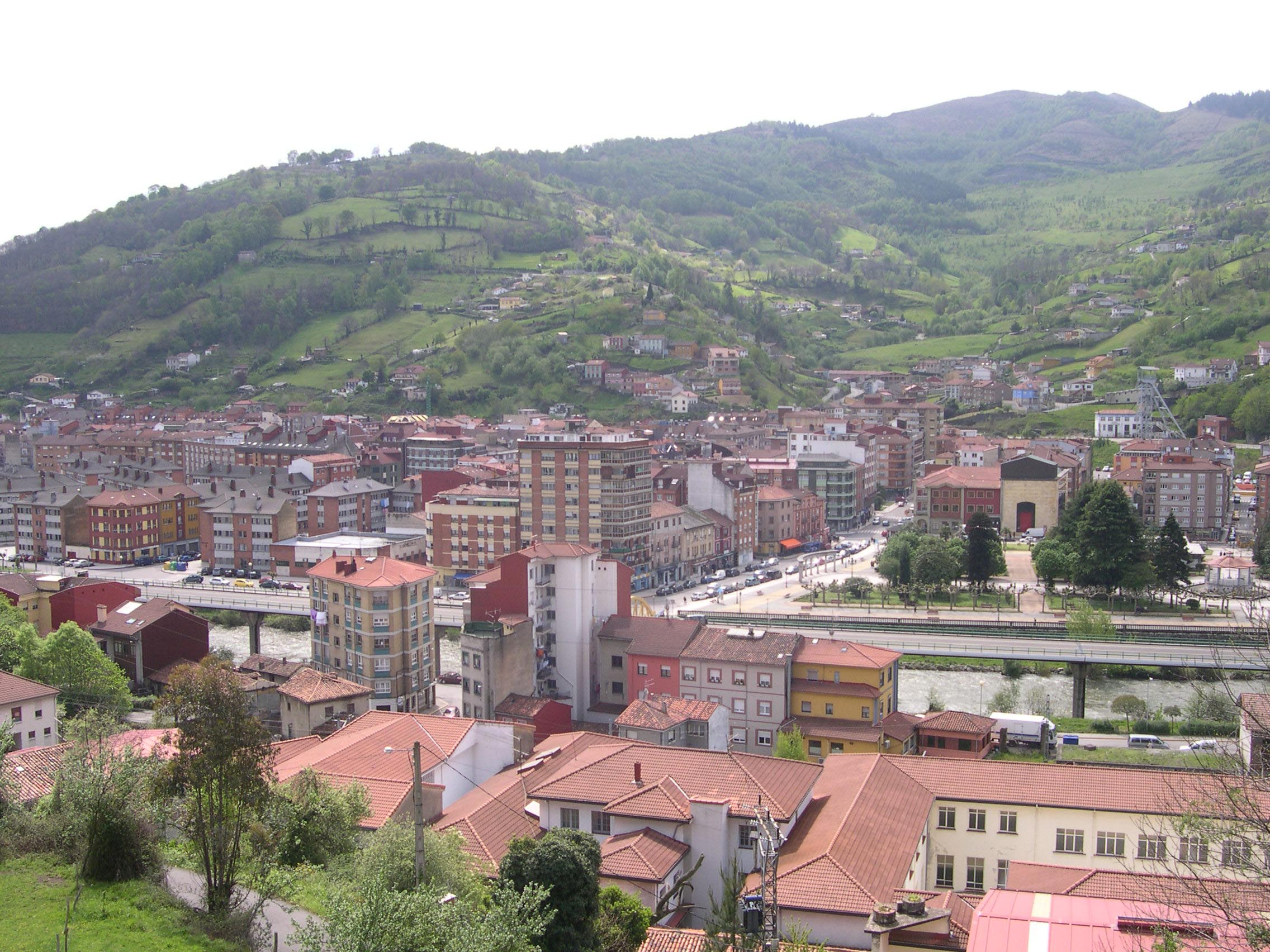
El Entrego.
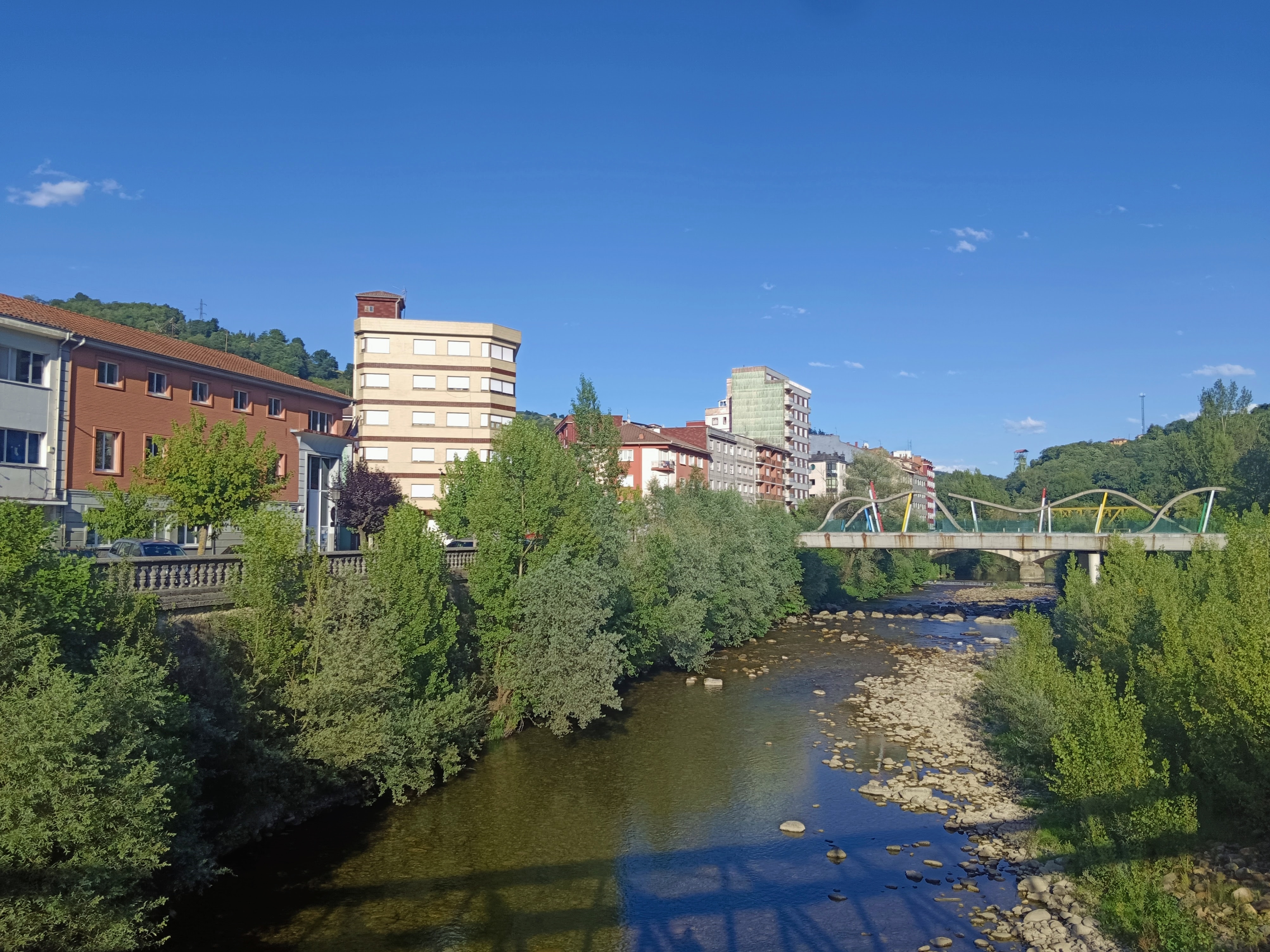
Sotrondio, traversé par le fleuve Nalón.
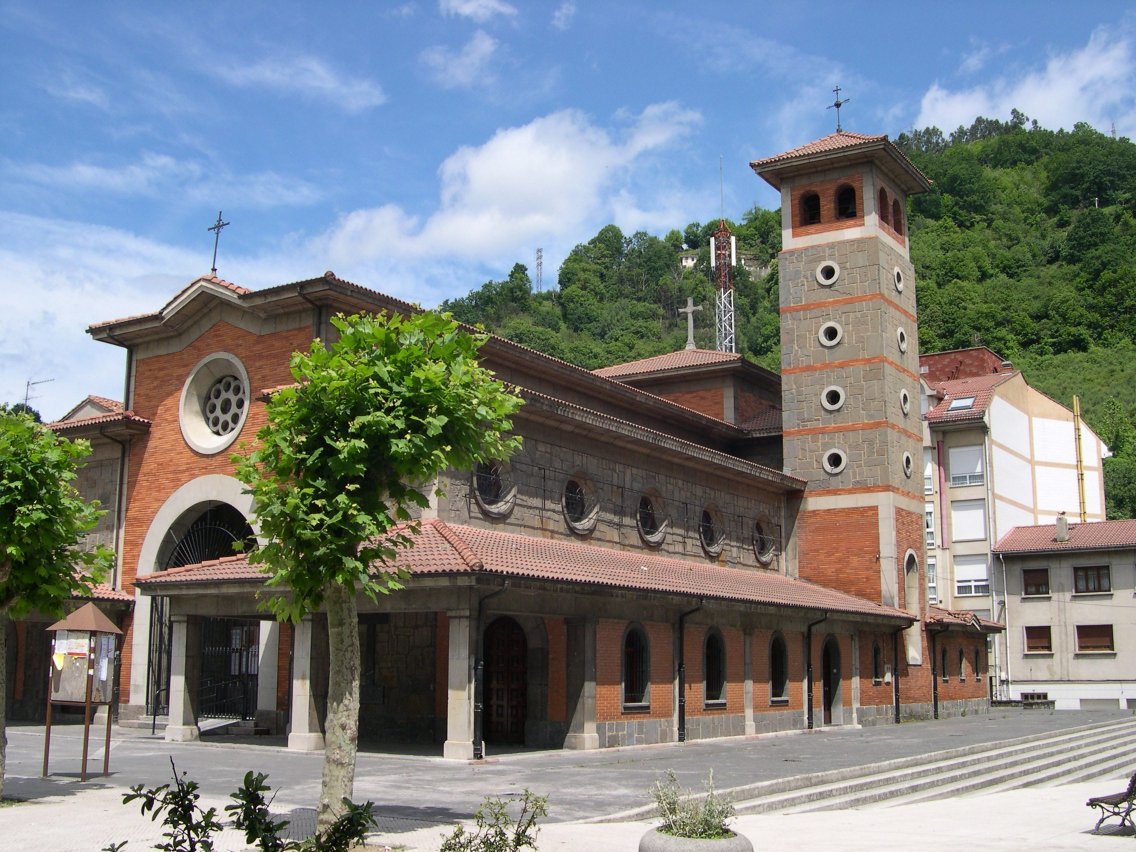
Sotrondio, l'église Saint-Martin.
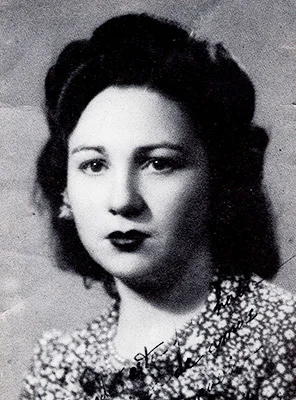
Ángeles Flórez Peón (1918-2024), résistante née dans la commune[4].